# Hradište pod Vrátnom
Hradište pod Vrátnom – wieś (obec) na Słowacji, w kraju trnawskim, w powiecie Senica. Znajduje się w zachodniej części Słowacji.